# Ławryn Łozka
Ławryn Łozka herbu własnego – podczaszy kijowski w latach 1599–1619, dworzanin królewski, wyznawca prawosławia.
Uczestnik bitwy pod Byczyną w 1588 roku w szeregach stronników Wazy. Poseł na sejm 1597 roku z województwa kijowskiego.